# المصرفي الأعمى
المصرفي الأعمى (بالإنجليزية: The Blind Banker)‏ هي الحلقة الثانية من المسلسل التلفزيوني شيرلوك، بُثَّت لأول مرة على بي بي سي الأولى و بي بي سي إتش دي في 1 أغسطس 2010. من تأليف ستيفن طومسون وإخراج يوروس لين.
مسلسل شيرلوك هو كتابةٌ حُرة مستوحاة من قصص شيرلوك هولمز للكاتب آرثر كونان دويل، والتي تدور أحداثها في العصر الحديث. تعرض حلقة المصرفي الأعمى شيرلوك (بنديكت كومبرباتش) وجون واتسون (مارتن فريمان) أثناء قيامهما بالتحقيق في سلسلة من الأصفار التي تمثل أرقامًا في نظام الأرقام الصيني القديم التي تركتها عصابة تهريب صينية يبدو أنها عازمة على القتل لاستعادة سرق عنصرٍ واحدٍ منهم.
اجتذبت 8.07 مليون مشاهد على بي بي سي الأولى وبي بي سي اتش دي. كان الاستقبال النقدي إيجابيًا بشكل عام، على الرغم من أن بعض المراجعين شعروا أنه أدنى من مستوى الحلقة الأولى. كما اِنتُقِدت الحلقة بسبب كليشيهات المستشرقين.

## التلميحات
بحسب موفات، تأخذ الحلقة مفهوم الرسائل المشفرة من «مغامرة الرجال الراقصين» (باستخدام الرسائل المصورة)، وهي ميزة قصة تمت الإشارة إليها مباشرة لاحقًا، في الموسم الرابع من المسلسل، في حلقة «المشكلة الأخيرة».
أشار آلان كيستلر من نيوساراما إلى مصادر إلهام محتملة أخرى مثل: الاستخدام في وادي الخوف لرمز "مبني على كتاب قد يمتلكه الكثير من الناس". عُثِر على ضحية جريمة قتل داخل غرفة مغلقة لا يمكن الوصول إليها إلا عن طريق التسلق. تكون إشارة إلى علامة الأربعة.

## البث والاستقبال
بُثَّت «المصرفي الأعمى» على قناة بي بي سي الأولى (بالإنجليزية: BBC One)‏ في 1 أغسطس 2010. وأظهرت الأرقام ليلتها أن الحلقة شاهدها 6.442 مليون مشاهد على قناة بي بي سي الأولى، وهي نسبة جمهور تبلغ 25.6%، بينما شاهدها 210.000 على قناة بي بي سي إتش دي بعد ساعة. ارتفعت الأرقام الموحدة إلى 8.07 مليون، مع أخذ كل من بي بي سي الأولى وبي بي سي إتش دي في الاعتبار.
تلقت الحلقة آراء متباينة وإيجابية من نقاد التلفزيون. يعتقد سام وولستون من الغارديان أن "المصرفي الأعمى" كانت أفضل من افتتاحية المسلسل، واصفًا الحبكة بأنها «أكثر إرضاءً ... أكثر وضوحًا وأكثر استقلالية». وأشاد بشكل خاص بالعلاقة بين شيرلوك وواتسون. كتب ديفيد بوتشر، مُراجع راديو تايمز، أن الحلقة «لم تكن تتمتع بإثارة النصوص الأخرى، لكنها كانت تتمتع بميزة واحدة كبيرة: زوي تيلفورد. لقد لعبت دور الحب مع دكتور واتسون للمخرج مارتن فريمان وهددت لفترة وجيزة بجلب أنثوية قوية إلى هذا المزيج - فقط لتضيعها في واجبات الفتاة في مهمة. لا يسعنا إلا أن نأمل أن يعيدها المبدع ستيفن موفات للجولة الثانية». قيَّم كريس تيلي من آي جي إن الحلقة 7 من أصل 10، واصفًا إياها بأنها «جهد باهت يفشل في تحقيق العدالة لتلك البداية الذكية والمتطورة». أشاد بإخراج لين وتطورات الشخصية، خاصة واتسون، لكن ليستراد لم يظهر وفشلت الحبكة في الانخراط بشكل كامل، حيث تبدو القصة وكأنها مادة مدتها 60 دقيقة مُدِّدت لأكثر من 90 دقيقة.

### إعادة التقييم
التقييم الأخير (بعد انتهاء المسلسل) صنف الحلقة بأنها منخفضة.

## روابط خارجية
- شيرلوك في هارتس وود فيلمز  [لغات أخرى]‏
- شيرلوك - المصرفي الأعمى  في قاعدة بيانات الأفلام على الإنترنت (بالإنجليزية)